# Дом причта Спасо-Преображенского собора
Дом причта Спасо-Преображенского собора — памятник архитектуры в историческом центре Нижнего Новгорода. Построен в 1842—1845 годах по проекту первого нижегородского городского архитектора Г. И. Кизеветтера в стиле академической эклектики.    
До революции 1917 года в здании располагался дом причта снесённого в 1929 году Спасо-Преображенского собора — главного кафедрального храма города.   

## История
Участок земли на древней Никольской улице, напротив одноимённой башни Нижегородского кремля, исторически принадлежал протопопам главного городского собора, однако после пожара 1828 года он долгое время стоял незастроенным. По генеральному плану 1839 года на нём определялись для застройки три усадьбы. В апреле 1841 года протопоп И. Фиалковский предложил консистории и губернаторским властям выстроить на нём каменный дом для двадцати семей служителей собора, не имевших собственного жилья. Архитектор Г. И. Кизеветтер разработал проект здания, который был представлен императору Николаю I в январе 1842 года. Фасад ему «весьма понравился», что было занесено в формуляр архитектора. 
Проект дома был подготовлен без согласования с причтом. Здание проектировалось в три этажа, длиной (по набережной Зеленского съезда) в 13, а по переулку — в 16 саженей. Рядом оставались незастроенные участки, а притч заготовлял материалы на двухэтажный с подвалами дом и выступал против заметного удорожания работ. Кизеветтеру предложили доработать проект, но он отказался. 
Новый проект заказали в марте 1842 года архитектору Л. А. Лееру, но поскольку первый проект утвердил лично император, губернатор М. П. Бутурлин настоял, чтобы строительство шло по утверждённому плану. 
В июне 1842 года состоялась закладка фундамента, а к ноябрю 1845 года была окончена отделка квартир. 16 января 1846 года комиссия во главе с А. И. Дельвигом и А. Е. Турмышевым приняла дом, найдя работы «произведёнными прочно, из материалов надлежащего качества, с соблюдением экономии и согласно утверждённым для сих строений фасадов». Стоимость работ составила 68 тыс. рублей, вместо утверждённых 20 тыс. по смете.